# Jean III de Brandebourg
Pour les articles homonymes, voir Jean III.
Jean III (né vers 1244 et mort le 8 avril 1268), dit « le Praguois » (der Prager), est margrave de Brandebourg de 1267 à sa mort.
Il est le fils aîné d'Othon III de Brandebourg et de Beatrix (Božana en tchèque), la fille du roi de Bohême Venceslas le Borgne. Il règne conjointement avec ses frères cadets Othon V, Albert III et Othon VI (ils forment la lignée othonienne), ainsi qu'avec ses cousins Jean II, Othon IV, Conrad Ier et Henri Ier (qui forment la lignée johanienne). Il ne laisse pas de descendance.

## Source
- Anthony Stokvis, Manuel d'histoire, de généalogie et de chronologie de tous les États du globe, depuis les temps les plus reculés jusqu'à nos jours, préf. H. F. Wijnman, Israël, 1966, volume III, chapitre VIII « Généalogie des Margraves de Brandebourg. Maison d'Ascanie  » . Tableau généalogique n° 7.